# Stemmops caranavi
Stemmops caranavi là một loài nhện trong họ Theridiidae.
Loài này thuộc chi Stemmops. Stemmops caranavi được miêu tả năm 1996 bởi Marques & Buckup.